# Humble Pie
Humble Pie (англ. Суми́рний Пиріг) — англійський рок-гурт, утворений Стівом Мерріоттом  у квітні 1969 року у Мортоні у Ессексі, Англія.

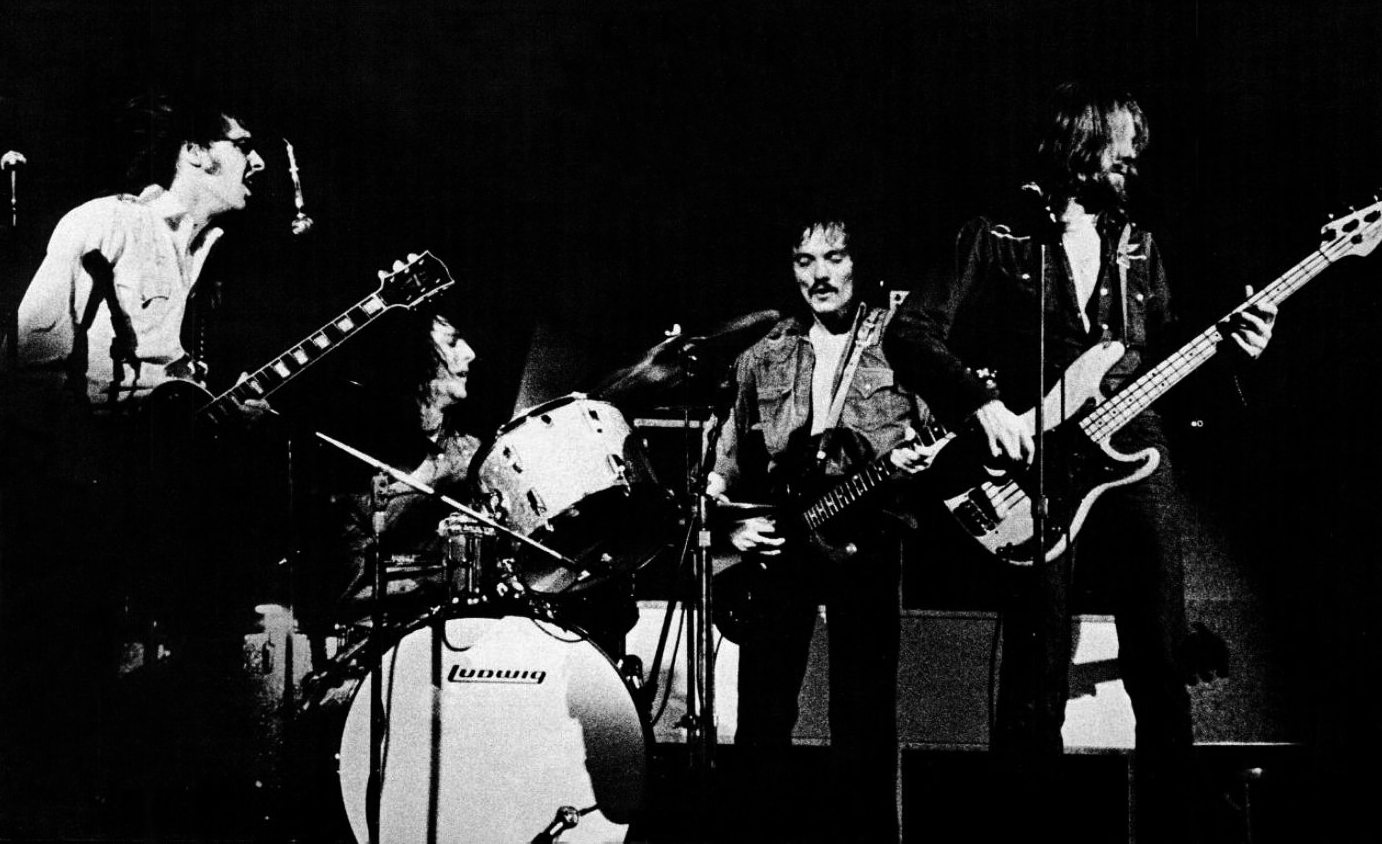
Humble Pie у 1971 році

## Початковий склад
До першого складу ввійшли:
- Стів Марріотт (Steve Marriott), 30 січня 1947, Лондон, Велика Британія — 20 квітня 1991, Аркесден, Велика Британія — вокал, гітара, клавішні (екс-Small Faces);
- Пітер Фремптон (Peter Frampton), 22 квітня 1950, Бекенген, Велика Британія — гітара, вокал (екс-The Herd);
- Ґреґ Рідлі (Greg Ridley), 23  жовтня 1943, Карлайл, Велика Британія — бас, вокал (екс-Spooky Tooth).

## Історія
Після приєднання до гурту перкусиста Джеррі Шерпі (Jerry Shirley), 4 лютого 1952 (екс-Apostolic Intervention та Little Woman), Humble Pie дебютували у британському «Тор-5» синглом «Natural Born Bugie». Перші два альбоми, записані для фірми «Immediate», пропонували крім класичного хард-року кілька акустичних творів.
Після виходу зі складу гурту Фремптона у жовтні 1971 року інші музиканти разом з гітаристом Дейвом «Клем» Клемпсоном (Dave «Clem» Clempson), 5 квітня 1949, Бірмінгхем, Велика Британія (екс-Colosseum) вирішили залишити акустичні пошуки і звернути на себе увагу американської публіки. 
Типовим прикладом музики Humble Pie того періоду був альбом «Smokin'», який потрапив у «Тор-10» американського чарту. Проте записавши ще кілька суто хард-рокових альбомів, гурт у березні 1975 року вирішив припинити свою діяльність.
Марріотт утворив власну формацію All Stars, до якої приєдналися Клемпсон та Рідлі, а Шерлі почав виступати з гуртом Natural Gas.
Свою діяльність Humble Pie відродили 1980 року у складі: Шірлі, Марріотт, Боббі Тенч (Bobby Tench) — гітара, вокал та Ентоні Джонс (Anthony Jones) — бас, і записавши два альбоми остаточно завершила свою кар'єру. 
Пізніше Марріотт зв'язався з паб-рок-гуртом Packet Of Three, a 1991 року, зустрівшись з Пітером Фремптоном, вирішив разом з ним знову реанімувати Humble Pie. На жаль, трагічна загибель Марріотта під час пожежі у власному будинку не дозволила здійснити ці наміри.

## Дискографія
- 1969: As Safe As Yesterday
- 1969: Town & Country
- 1970: Humble Pie
- 1971: Rock On
- 1971: Performance — Rockin' The Fillmore
- 1972: Smokin'
- 1973: Eat It
- 1974: Thunderbox
- 1975: Street Rats
- 1975: Crust Of Humble Pie
- 1976: Back Home Again
- 1977: Greatest Hits
- 1980: On To Victory
- 1981: Go For The Throat
- 1982: The Best Of Humble Pie
- 1986: The Collection
- 1988: The Best Of Humble Pie
- 1994: Hou'n'Nasty — The Anthology
- 1995: Natural Born Boogie
- 1995: A Piece Of The Pie — Songs From The Era Of Black Vinyl
- 1995: The Immediate Years
- 2002: Back On Track